# Ingiallimento letale

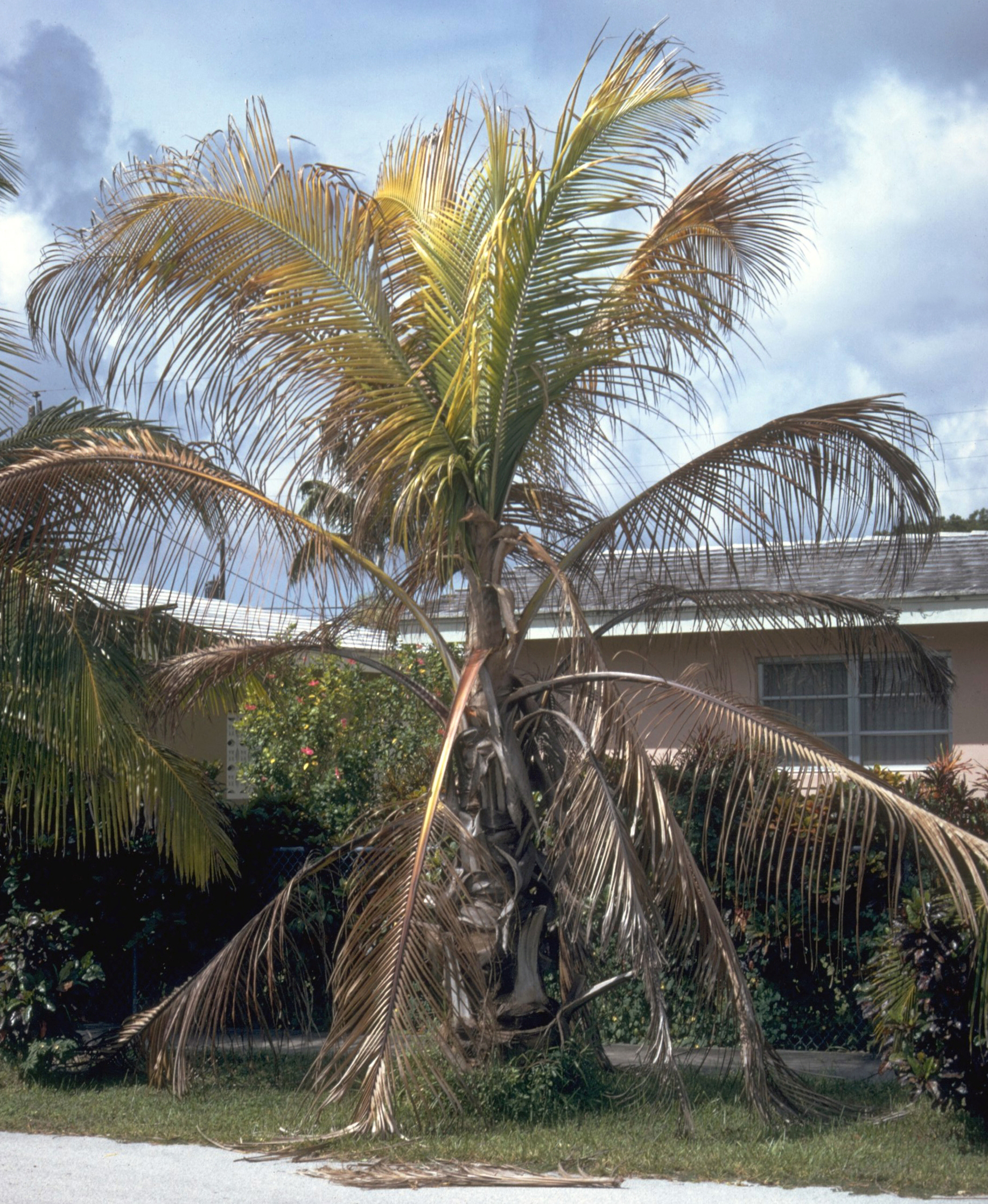
Palma affetta da ingiallimento letale

L'ingiallimento letale è un fitoplasma che attacca parecchie specie di palme, incluse alcune specie commercialmente rilevanti come la palma da cocco e la palma da dattero. La malattia è diffusa da un insetto, un rincote omottero della famiglia delle Cixiidae, la Haplaxius crudus (prima conosciuta come Myndus crudus) che è originaria della Florida, di parte dei Caraibi e dell'America centrale. L'insetto funge da vettore e trasporta il vero e proprio agente eziologico, un fitoplasma il cui nome (proposto) è "Phytoplasma palmae".
Le piante infettate muoiono normalmente in 3-6 mesi. La unica cura efficace è la prevenzione, cioè l'introduzione di varietà resistenti e evitare la ricostituzione di ambienti "tipo campo da golf", con ampi spazi erbosi, che sono quelli preferiti dall'omottero. Alternativamente, sono consigliati trattamenti con antibiotici tipo la ossitetraciclina, che però sono molto costosi e inapplicabili nelle abituali condizioni economiche dei paesi più colpiti. Alcune cultivar, come la palma Jamaica Tall sono quasi scomparse a causa dell'ingiallimento letale. I manti erbosi densi e coperture verdi simili attraggono l'insetto e lo inducono a deporre le uova, in seguito le ninfe si sviluppano intorno alle radici di queste erbe. Le uova e le ninfe posso costituire una grande minaccia all'economia di alcuni paesi che si basano sulle palme e che facilmente importano semi o zolle di copertura erbosa dalle Americhe. Non è stato chiarito con certezza in che modo la malattia si sia diffusa anche in Africa orientale dato che l'omottero Haplaxius crudus non è nativo di quella regione.
L'unica spiegazione possibile, per il momento, è che si sia diffusa in seguito all'acquisto di una partita di semi di erba provenienti dalla Florida, in seguito destinati alla creazione di campi di golf e prati in alberghi della costa. C'è una connessione diretta tra le coperture erbose e la diffusione dell'ingiallimento letale in Florida. Anche le cosiddette "cultivar resistenti" come la Malese nana o la Maypan ibrida ottenuta incrociando la nana con la Panama Tall non si sono mai rivelate resistenti al 100%. Le ninfe dell'omottero si sviluppano intorno alle radici delle erbe, quindi è l'area di prato prossima alle radici delle palme che diventa cruciale per la diffusione del fitoplasma.
Il problema risulta direttamente dall'uso delle palme da cocco e da dattero come decorazione paesaggistica a scopo ornamentale dei prati, dei campi da golf e dei giardini in associazione con il manto erboso. Fino a quando queste palme che sono importanti per la produzione di alimenti erano coltivate nel modo tradizionale (senza erba), nelle piantagioni e lungo le coste, i palmeti non presentavano danni identificabili causati dall'ingiallimento letale. Non esistono certezze riguardo al fatto che la malattia possa essere diffusa dagli strumenti usati per il taglio delle palme infette e in seguito utilizzate per tagliare o regolare quelle sane. Anche se la trasmissione per seme non è mai stata dimostrata, malgrado il fitoplasma possa essere identificato nei semi della palma da cocco, si dovrebbe prevedere l'applicazione delle procedure fitosanitarie che impediscano la circolazione dei semi, delle piantine giovani e delle palme adulte da cocco al di fuori di un'area dove sia stata dichiarata l'epidemia di ingiallimento letale anche alle erbe e alle altre piante che possono trasportare dei vettori infetti.